# Phase à élimination directe de la Coupe du monde de rugby à XV 1987
La phase à élimination directe de la Coupe du monde de rugby à XV 1987 oppose les huit équipes qualifiées à l'issue du premier tour. Ces équipes se rencontrent dans des matches à élimination directe à partir des quarts de finale.

## Tableau
Après la phase de groupe, huit équipes sont qualifiées à raison de deux par groupe :
| Poule A       | Poule B           | Poule C             | Poule D   |
| ------------- | ----------------- | ------------------- | --------- |
| 1. Australie  | 1. Pays de Galles | 1. Nouvelle-Zélande | 1. France |
| 2. Angleterre | 2. Irlande        | 2. Fidji            | 2. Écosse |

|  | Quarts de finale                       | Quarts de finale                       |                                                   |                                                   | Demi-finales                    | Demi-finales                    |   |  | Finale                          | Finale                          |
|  | Quarts de finale                       | Quarts de finale                       |                                                   |                                                   | Demi-finales                    | Demi-finales                    |   |  | Finale                          | Finale                          |
|  |                                        |                                        |                                                   |                                                   |                                 |                                 |   |  |                                 |                                 |
|  | 7 juin à l'Eden Park, Auckland         | 7 juin à l'Eden Park, Auckland         |                                                   |                                                   | 13 juin au Concord Oval, Sydney | 13 juin au Concord Oval, Sydney |   |  | 20 juin à l'Eden Park, Auckland | 20 juin à l'Eden Park, Auckland |
|  | 7 juin à l'Eden Park, Auckland         | 7 juin à l'Eden Park, Auckland         |                                                   |                                                   | 13 juin au Concord Oval, Sydney | 13 juin au Concord Oval, Sydney |   |  | 20 juin à l'Eden Park, Auckland | 20 juin à l'Eden Park, Auckland |
|  | France                                 | 31                                     |                                                   |                                                   | 13 juin au Concord Oval, Sydney | 13 juin au Concord Oval, Sydney |   |  | 20 juin à l'Eden Park, Auckland | 20 juin à l'Eden Park, Auckland |
|  | France                                 | 31                                     |                                                   |                                                   | 13 juin au Concord Oval, Sydney | 13 juin au Concord Oval, Sydney |   |  | 20 juin à l'Eden Park, Auckland | 20 juin à l'Eden Park, Auckland |
|  | Fidji                                  | 16                                     |                                                   |                                                   | 13 juin au Concord Oval, Sydney | 13 juin au Concord Oval, Sydney |   |  | 20 juin à l'Eden Park, Auckland | 20 juin à l'Eden Park, Auckland |
|  | Fidji                                  | 16                                     | France                                            | 30                                                |                                 |                                 |   |  | 20 juin à l'Eden Park, Auckland | 20 juin à l'Eden Park, Auckland |
|  | 7 juin au Concord Oval, Sydney         |                                        | France                                            | 30                                                |                                 |                                 |   |  | 20 juin à l'Eden Park, Auckland | 20 juin à l'Eden Park, Auckland |
|  |                                        | Australie                              | 24                                                |                                                   |                                 |                                 |   |  | 20 juin à l'Eden Park, Auckland | 20 juin à l'Eden Park, Auckland |
|  | Australie                              | Australie                              | 24                                                | 33                                                |                                 |                                 |   |  | 20 juin à l'Eden Park, Auckland | 20 juin à l'Eden Park, Auckland |
|  | Australie                              |                                        |                                                   | 33                                                |                                 |                                 |   |  | 20 juin à l'Eden Park, Auckland | 20 juin à l'Eden Park, Auckland |
|  | Irlande                                | 15                                     |                                                   |                                                   |                                 |                                 |   |  | 20 juin à l'Eden Park, Auckland | 20 juin à l'Eden Park, Auckland |
|  | Irlande                                | 15                                     | Nouvelle-Zélande                                  | 29                                                |                                 |                                 |   |  |                                 |                                 |
|  | 6 juin au Lancaster Park, Christchurch |                                        | Nouvelle-Zélande                                  | 29                                                |                                 |                                 |   |  |                                 |                                 |
|  |                                        | France                                 | 9                                                 |                                                   |                                 |                                 |   |  |                                 |                                 |
|  | Nouvelle-Zélande                       | France                                 | 9                                                 | 30                                                |                                 |                                 |   |  |                                 |                                 |
|  | Nouvelle-Zélande                       | 14 juin au Ballymore Stadium, Brisbane |                                                   | 30                                                |                                 |                                 |   |  |                                 |                                 |
|  | Écosse                                 | 3                                      |                                                   |                                                   |                                 |                                 |   |  |                                 |                                 |
|  | Écosse                                 | 3                                      | Nouvelle-Zélande                                  | 49                                                |                                 |                                 |   |  |                                 |                                 |
|  | 8 juin au Ballymore Stadium, Brisbane  | 8 juin au Ballymore Stadium, Brisbane  | Nouvelle-Zélande                                  | 49                                                | Match pour la 3e place          | Match pour la 3e place          |   |  |                                 |                                 |
|  | 8 juin au Ballymore Stadium, Brisbane  | 8 juin au Ballymore Stadium, Brisbane  |                                                   | Pays de Galles                                    | Match pour la 3e place          | Match pour la 3e place          | 6 |  |                                 |                                 |
|  | Pays de Galles                         | 16                                     | 18 juin au Rotorua International Stadium, Rotorua | 18 juin au Rotorua International Stadium, Rotorua |                                 |                                 | 6 |  |                                 |                                 |
|  | Pays de Galles                         | 16                                     | 18 juin au Rotorua International Stadium, Rotorua | 18 juin au Rotorua International Stadium, Rotorua |                                 |                                 |   |  |                                 |                                 |
|  | Angleterre                             | 3                                      |                                                   | Pays de Galles                                    | 22                              |                                 |   |  |                                 |                                 |
|  | Angleterre                             | 3                                      |                                                   | Pays de Galles                                    | 22                              |                                 |   |  |                                 |                                 |
|  |                                        |                                        |                                                   |                                                   |                                 |                                 |   |  | Australie                       | 21                              |
|  |                                        |                                        |                                                   |                                                   |                                 |                                 |   |  | Australie                       | 21                              |

## Quarts de finale

### Match Nouvelle-Zélande - Écosse
| 6 juin 1987 14:30 UTC+12 | Nouvelle-Zélande                                                                                                | 30 - 3 (9-3) | Écosse                       | Lancaster Park, Christchurch 30 000 spectateurs Arbitre : David Burnett, |
| 6 juin 1987 14:30 UTC+12 | Essai(s) : Whetton 50e Gallagher 69e Transformation(s) : 2 Fox Pénalité(s) : 6 Fox 19e, 25e, 36e, 56e, 58e, 64e |              | Pénalité(s) : G.Hastings 28e | Lancaster Park, Christchurch 30 000 spectateurs Arbitre : David Burnett, |
| 6 juin 1987 14:30 UTC+12 | |              |                              | Lancaster Park, Christchurch 30 000 spectateurs Arbitre : David Burnett, |

### Match Australie - Irlande
| 7 juin 1987 15:00 UTC+10 | Australie | 33 - 15 (24-0) | Irlande                                                                                     | Concord Oval, Sydney 14 356 spectateurs Arbitre : Brian Anderson, |
| 7 juin 1987 15:00 UTC+10 | Essai(s) : McIntyre 14e B.Smith 17e Burke 22e, 66e Transformation(s) : 4 Lynagh Pénalité(s) : Lynagh 2e, 8e, 50e |                | Essai(s) : MacNeill 69e Kiernan 80e Transformation(s) : 2 Kiernan Pénalité(s) : Kiernan 57e | Concord Oval, Sydney 14 356 spectateurs Arbitre : Brian Anderson, |
| 7 juin 1987 15:00 UTC+10 | |                |                                                                                             | Concord Oval, Sydney 14 356 spectateurs Arbitre : Brian Anderson, |

### Match Fidji - France
| 7 juin 1987 14:30 UTC+12 | Fidji                                                                                             | 16 - 31 (7-16) | France | Eden Park, Auckland 17 000 spectateurs Arbitre : Clive Norling |
| 7 juin 1987 14:30 UTC+12 | Essai(s) : Qoro 15e Damu 78e Transformation(s) : Koroduadua 78e Pénalité(s) : Koroduadua 38e, 64e |                | Essai(s) : Lorieux 20e Rodriguez 30e, 41e Lagisquet 76e Transformation(s) : G.Laporte 20e, 41e, 78e Pénalité(s) : Laporte 9e, 17e Drop(s) : Laporte 80e | Eden Park, Auckland 17 000 spectateurs Arbitre : Clive Norling |
| 7 juin 1987 14:30 UTC+12 |                                                                                                   |                | | Eden Park, Auckland 17 000 spectateurs Arbitre : Clive Norling |

### Match Angleterre - Galles
| 8 juin 1987 15:00 UTC+10 | Angleterre             | 3 - 16 (0-6) | Pays de Galles                                                                          | Ballymore Stadium, Brisbane 15 000 spectateurs Arbitre : René Hourquet |
| 8 juin 1987 15:00 UTC+10 | Pénalité(s) : Webb 73e |              | Essai(s) : G.Roberts 23e R.Jones 45e Devereux 80e Transformation(s) : Thorburn 23e, 80e | Ballymore Stadium, Brisbane 15 000 spectateurs Arbitre : René Hourquet |
| 8 juin 1987 15:00 UTC+10 |                        |              |                                                                                         | Ballymore Stadium, Brisbane 15 000 spectateurs Arbitre : René Hourquet |

## Demi-finales

### Match Australie - France
| 13 juin 1987 15:00 UTC+10 | Australie | 24 - 30 (9-6) | France | Concord Oval, Sydney 17 768 spectateurs Arbitre : Brian Anderson |
| 13 juin 1987 15:00 UTC+10 | Essai(s) : Campese 46e Codey 64e Transformation(s) : 2 Lynagh Pénalité(s) : Lynagh 7e, 29e, 76e Drop(s) : Lynagh 4e |               | Essai(s) : Lorieux 40e Sella 44e Lagisquer 54e Blanco 85e Transformation(s) : 4 D.Camberabero Pénalité(s) : D.Camberabero 59e, 81e | Concord Oval, Sydney 17 768 spectateurs Arbitre : Brian Anderson |
| 13 juin 1987 15:00 UTC+10 | |               | | Concord Oval, Sydney 17 768 spectateurs Arbitre : Brian Anderson |

### Match Nouvelle-Zélande - pays de Galles
| 14 juin 1987 15:00 UTC+10 | Nouvelle-Zélande | 49 - 6 (27-0) | Pays de Galles                                       | Ballymore Stadium, Brisbane 22 576 spectateurs Arbitre : Kerry Fitzgerald |
| 14 juin 1987 15:00 UTC+10 | Essai(s) : 8 Shelford 2e, 73e Drake 8e Kirwan 22e, 25e A.Whetton 59e Stanley 62e Brooke-Cowden 68e Transformation(s) : Fox 2e, 8e, 22e Pénalité(s) : Fox 35e |               | Essai(s) : Devereux 55e Transformation(s) : Thorburn | Ballymore Stadium, Brisbane 22 576 spectateurs Arbitre : Kerry Fitzgerald |
| 14 juin 1987 15:00 UTC+10 | |               |                                                      | Ballymore Stadium, Brisbane 22 576 spectateurs Arbitre : Kerry Fitzgerald |

## Match pour la troisième place(Australie - pays de Galles)
| 18 juin 1987 15:00 UTC+10 | Australie | 21 - 22 (9-0) | Pays de Galles | 48 035 spectateurs Arbitre : Fred Howard |
| 18 juin 1987 15:00 UTC+10 | Essai(s) : Burke 31e Grigg 39e Transformation(s) : 2 Lynagh Pénalité(s) : Lynagh 12e, 46e Drop(s) : Lynagh 54e |               | Essai(s) : G.Roberts 29e Moriarty 40e Hadley 80e Transformation(s) : Thorburn 40e, 80e Pénalité(s) : Thorburn 5e, 43e | 48 035 spectateurs Arbitre : Fred Howard |
| 18 juin 1987 15:00 UTC+10 | |               | | 48 035 spectateurs Arbitre : Fred Howard |

## FinaleNouvelle-Zélande - France
| 20 juin 1987 14:30 UTC+12 | Nouvelle-Zélande | 29 - 9 (9-0) | France                                                                                     | Eden Park, Auckland 48 035 spectateurs Arbitre : Kerry Fitzgerald |
| 20 juin 1987 14:30 UTC+12 | Essai(s) : Michael Jones 17e Kirk 63e Kirwan 66e Transformation(s) : Fox 17e Pénalité(s) : 4 Fox 46e, 56e, 69e, 75e Drop(s) : Fox 14e |              | Essai(s) : Berbizier 78e Transformation(s) : D.Camberabero Pénalité(s) : D.Camberabero 44e | Eden Park, Auckland 48 035 spectateurs Arbitre : Kerry Fitzgerald |
| 20 juin 1987 14:30 UTC+12 | |              |                                                                                            | Eden Park, Auckland 48 035 spectateurs Arbitre : Kerry Fitzgerald |